# 카네미츠 요시히로
카네미츠 요시히로(金光祥浩, 년 8월 27일 - )는 오사카부 출신의 일본 성우이다.
아오니 학원 오사카부 20기생

## 출연작품

### TV애니메이션
2006년
- 신족가족(카토)
- 가난 자매 이야기(사람들)
- 마지널 프린스 〜월계수의 왕자들〜（아나운서 외)
- ONE PIECE(위병)

2007년
- 역경무뢰 카이지(남자 A , 3번 외)
- 게게게의 키타로 (제5작)(신주쿠의 역무원 ,  망자 ,  요괴)
- 시구루이(나루세 쿄헤이 ,  점장 외)
- 샤이닝 티어즈 크로스 x 윈드
- 데스노트(신입생 A)
- 테츠코의 여행(아나운서)
- 전뇌 코일(코멘 테이터)
- 머나먼 시공 속에서3 다홍색의 달
- 메이플 스토리(스톤 ,  스테이지 ,  모론 ,  몬스터 B ,  승객 ,  좀비 버섯)
- 모노노케 (애니메이션)(신문사 사원)
- ONE PIECE(공무원 ,  병사 ,  남성손님)

2008년
- 역경무뢰 카이지(아키카와,  2번)
- 게게게의 키타로 (제5작)
- 치비 마루코짱(소방대원 ,  두부 장수 ,  드라마속의 남자 외)
- 메이플 스토리(마을사람 ,  궁족 ,  오크 토파스 외)
- ONE PIECE(마인 좀비 ,  좀비)

2009년
- 네기파스의 아사타로
- ONE PIECE(드레이크의 부하)